# 자 도리후타즈
자 도리후타즈(더 드리프터즈, 일본어: ザ・ドリフターズ, 영어: The Drifters)는 일본의 음악 밴드 및 콩트 그룹이다. 1956년에 결성하여 1969년까지 밴드가 주 활동이었으나, 1970년대 이후에는 주로 콩트 그룹으로서 활동했다. 통칭은 도리후(ドリフ). 1970년대부터 1980년 중반이 전성기로, TBS 계열의 《8시다! 전원집합》(8時だョ!全員集合)이나 후지테레비 계열의 《도리후 대폭소》(ドリフ大爆笑) 등의 방송에서 활동했다. 현재까지 해산은 하지 않았으나 그룹으로 활동하는 일은 거의 없다.

## 구성원
- 故 이카리야 초스케 (いかりや長介) : 1962년 그룹 밴드 시절에 입단, 자 도리후타즈의 리더, 2004년 담도암으로 사망.
- 카토 차 (加藤茶) : 1962년 입단
- 타카기 부 (高木ブー) : 1964년 입단
- 故 나카모토 코지 (仲本工事) : 1965년 입단. 2022년 교통사고로 사망.
- 故 시무라 켄 (志村けん) : 1968년에 준 멤버로 입단, 1974년 아라이츄 탈퇴후 정식 멤버가 됨. 2020년 코로나바이러스감염증-19으로 사망.

## 전 구성원
- 故 아라이 츄 (荒井注) : 1964년 입단, 정식 멤버였으나 1974년 탈퇴, 2000년 사망.
- 스와조노 치카하루 (諏訪園親治) : 1972년 준 멤버로 입단했으나, 1985년 탈퇴.

## 기타
멤버 중 카토 챠와 시무라 켄은 카토짱 켄짱의 기분 좋은 TV를 진행했는데 이 프로그램의 코너 중 하나인 두 탐정 이야기는 게임 개발 업체인 허드슨 소프트에 의해 카토쨩 켄쨩(북미판으로는 J.J. & Jeff)이라는 벨트스크롤 액션 게임으로의 PC 엔진 소프트웨어로 제작되었다.

## 같이 보기
- 사카모토 큐